# Scouting
Scouting (av engelska scouting, spanarverksamhet, verbalsubstantiv till scout, 'spejare', av scout, 'spana', 'speja', ytterst av latinets auscu'lto, 'lyssna till', 'höra på', före 1934 även ibland med stavningen skauting), eller scoutrörelsen, är en världsomspännande ungdomsrörelse med uttalade mål att stödja ungdomars fysiska, mentala och andliga utveckling vilka kan ha konstruktiv betydelse för samhället, med ett starkt fokus på friluftsliv och överlevnadskunskaper.
Scouting grundades 1907 då Robert Baden-Powell, generallöjtnant i den brittiska armén, anordnade ett scoutläger på Brownsea Island i England. Det skedde under tiden han skrev en bok om rekognosering och spaning för pojkar, Scouting for Boys (London, 1908), som sedan blev Scoutings grundprinciper. Boken baseras på Baden-Powells tidigare militära böcker med influenser och stöd från Frederick Russell Burnham, Ernest Thompson Seton (Woodcraft Indians), William Alexander Smith (Boys' Brigade) och hans utgivare Cyril Arthur Pearson. Under 1900-talets första 50 år växte rörelsen och kom att omfatta tre huvudsakliga åldersgrupper för pojkar (vargunge, pojkscout, roverscout) och flickor (blåvinge, flickscout, rangerscout).
Rörelsen använder sig av scoutmetoden, ett program för informell utbildning med betoning på praktiska utomhusaktiviteter såsom camping, skogskännedom, sjövana, vandring, hajking och sport. Ett karakteristiskt drag hos rörelsen är scoutdräkten som ska dölja alla tecken på sociala klasskillnader inom ett land. Tillsammans med den bärs en halsduk och huvudbonad. På dräkten fästs märken, såsom den heraldiska liljan, trefoil, förtjänstmärken och andra märken.
År 2014 hade scoutrörelsen över 48 miljoner medlemmar i verksamhet i snart alla världens länder. De två största världsorganisationerna för scouting är World Organization of the Scout Movement (WOSM), som har medlemmar av alla kön, och World Association of Girl Guides and Girl Scouts (WAGGGS) som huvudsakligen riktar sig mot flickor och kvinnor. WAGGGS tillåter dock likt WOSM medlemsorganisationer som i sin tur tillåter medlemmar av båda könen.

## Historia

### Ursprung

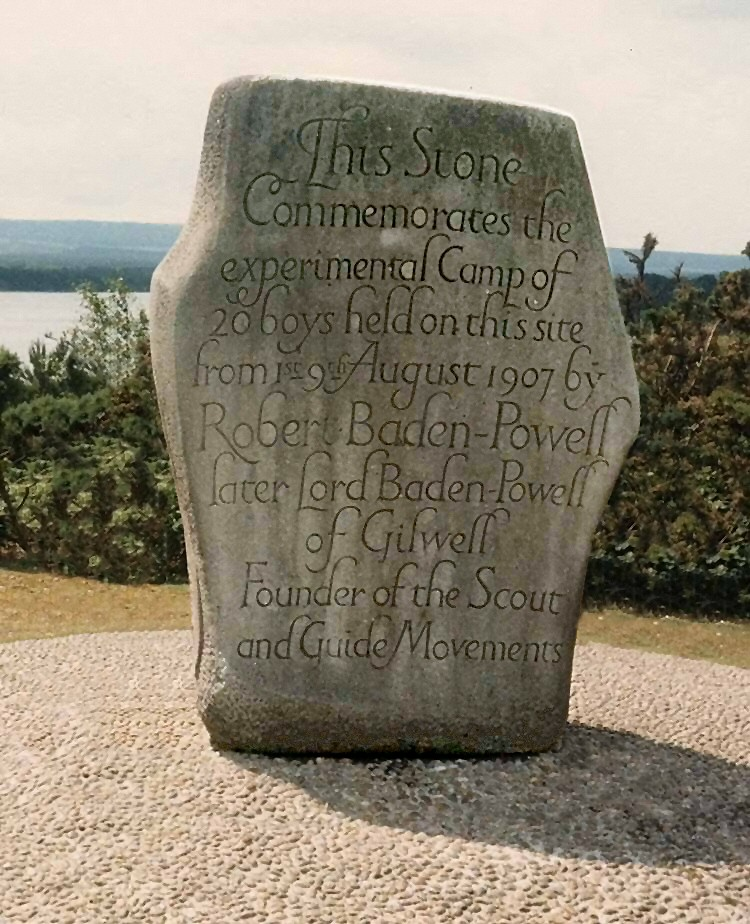
Minnessten över det första scoutlägret på Brownsea Island.

Som officer i den brittiska armén var Robert Baden-Powell stationerad i Indien och Afrika under 1880- och 1890-talet. Sedan barndomen hade han uppskattat kunskap om hur man lever i skogen och om rekognosering, och som en del av sina soldaters utbildning lärde han dem hur man överlever i vildmarken. Han märkte att det gav soldaterna en förmåga att tänka och handla självständigt, istället för att vara beroende officerarnas order. 
Under andra boerkriget i Sydafrika var Baden-Powell belägrad i den lilla staden Mafeking av en mycket större boerarmé (Belägringen av Mafeking). Mafekings kadettkår var en grupp ungdomar som stöttade trupperna genom att transportera och vidarebefordra meddelanden vilket frigjorde männen för militär tjänstgöring och höll pojkarna sysselsatta under den långa belägringen (1899-1900). Kadettkåren gjorde bra ifrån sig och var en viktig del i stadens försvar. Detta var en av de många faktorer som inspirerade Baden-Powell att bilda Scoutrörelsen. Varje medlem av kadettkåren fick ett märke bestående av en kompass och ett spjuthuvud. Märkets logotyp liknade på många sätt den heraldiska lilja som senare skulle bli Scoutingens internationella symbol. I Storbritannien följde allmänheten kampen om Mafeking genom tidningar, och när belägringen till slut bröts hade Baden-Powell blivit hela nationens hjälte. Detta ökade försäljningen av en instruktionsbok han hade skrivit om rekognosering, Anvisningar i spejartjänst (Aids for scouting).
Vid sin hemkomst till England upptäckte han den vikt materialet hade för unga pojkar, något som användes av lärare och ungdomsorganisationer runt om i landet. Många föreslog att Baden-Powell skulle skriva om boken för pojkar, särskilt under en inspektion av Boys' Brigade. Brigaden var en stor ungdomsrörelse som drillades med militär precision. Baden-Powell trodde emellertid inte att detta skulle vara tilltalande utan föreslog att det skulle växa sig mycket större om man inkluderade spejning. Han studerade även andra rörelser och organisationers program, där vissa delar fick bli en del av Scoutingen.
I juli 1906 skickade Ernest Thompson Seton ett exemplar av sin bok The Birchbark Roll of the Woodcraft Indians till Baden-Powell. Seton, som var en engelskfödd kanadensare bosatt i USA, mötte Baden-Powell i oktober 1906 då de utbytte tankar kring träningsprogram för ungdomar. År 1907 skrev Baden-Powell ett utkast vid namn Boy Patrols. Samma år bestämde han sig för att testa sina tankar och idéer. Han sammanförde därför 21 pojkar med olika sociala bakgrunder till ett veckolångt läger i augusti på Brownsea Island i Poole Harbour, Dorset, England. Hans organisationssystem, nu känt som patrullsystem och en viktig del av Scoutingen, lät pojkarna själva organisera små grupper med en utvald patrulledare.
Under hösten 1907 begav sig Baden-Powell ut på en omfattande marknadsföringsresa, anordnad av hans publicist Arthur Pearson, inför lanseringen av Baden-Powells nästkommande bok, Scouting for Boys. I boken hade han inte bara skrivit om Anvisningar i spejartjänst, utan även utlämnat de militära aspekterna och överfört de tekniker som togs upp (huvudsakligen överlevnad) till icke-militära hjältar: nybyggare, upptäckare (senare även seglare och piloter). Han lade även till nya innovativa utbildningsprinciper (scoutmetoden) genom vilka han hoppades bidra till en personlig mental utveckling.
Scouting for Boys kom ut i England i januari 1908, först i sex olika avsnitt som gavs ut var fjortonde dag, och senare under 1908 som bok i England. Boken är nu den fjärde mest sålda boken genom tiderna, och betraktas nu även som den första versionen av en pojkscoutshandbok.
Vid den här tiden var Baden-Powells tanke att boken skulle användas av redan etablerade organisationer, och då särskilt Boys' Brigade samt dess grundare William A. Smith. Emellertid ledde populariteten kring Baden-Powells person och de äventyrliga utomhusaktiviteter han skrev om till att pojkar spontant bildade Scoutpatruller och efterfrågade assistans. Han uppmuntrade detta och Scoutrörelsen utvecklades. I och med rörelsens framskridande bildades Sjöscouting och andra specialiserade divisioner som blev en del av rörelsen.

### Tillväxt

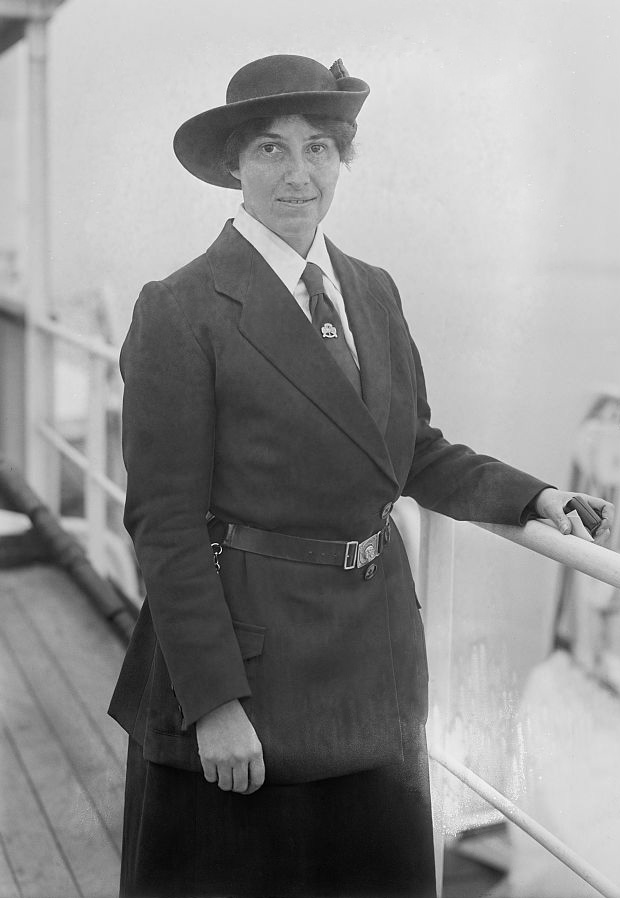
Olave Baden-Powell

Pojkscoutrörelsen etablerade sig snabbt i hela det brittiska imperiet snart efter det att Scouting for Boys gavs ut. Den första erkända utländska scoutavdelningen var Gibraltar 1908, tätt följt av en avdelning på Malta. Kanada blev den första utländska dominionen med ett godkänt pojkscoutprogram, följt av Australien, Nya Zeeland och Sydafrika. Chile var det första landet utanför de brittiska dominionerna att få ett erkänt scoutprogram. År 1910 hade Argentina, Danmark, Finland, Frankrike, Tyskland, Grekland, Indien, Malaya, Mexiko, Nederländerna, Norge, Ryssland, Sverige, och USA etablerat pojkscouting. Den första scoutsamlingen, som hölls 1910 vid Kristallpalatset i London, drog till sig 10 000 pojkar och ett mindre antal flickor.
Scoutprogrammet riktade sig ursprungligen mot pojkar mellan 11 och 18, men i samband med rörelsens tillväxt kom behovet av ledarutbildning och program för äldre pojkar, yngre pojkar och flickor. De första programmen för vargungar och roverscouter tillkom mot slutet av 1910-talet. Dessa patrullers program drevs fristående fram till dess att de erkändes officiellt av respektive lands scoutorganisation. I USA började verksamhet för yngre scouter redan 1911, men den blev inte officiellt erkänd förrän 1930.
Flickor ville nästan direkt vid scoutings början vara en del av rörelsen. Baden-Powell och hans syster Agnes Baden-Powell introducerade Girl Guides (flickscouting) 1910 som en parallell rörelse för flickor. Denna rörelse benämns ibland även som Girl Scouts. Agnes Baden-Powell blev den första ledaren för Girl Guides vid dess grundande 1910, efter önskemål av flickor som ville vara med vid mötet i kristallpalatset. 1914 grundade hon Rosebuds; senare omdöpt till Brownies (motsvarande blåvingarna i Sverige); för yngre flickor. Agnes avsade sig rollen som ledare för Girl Guides till förmån för Roberts fru Olave Baden-Powell som utnämndes till Chief Guide (för England) 1918 och World Chief Guide 1930. Vid den här tiden förväntades det att flickor och pojkar hölls separerade från varandra på grund av de sociala normerna. Emellertid bestod två tredjedelar på 1990-talet av alla WOSMs scoutorganisationer av scouter av båda könen.
Baden-Powell kunde inte ensam hjälpa alla grupper som bad om hans rådgivning. Tidiga scoutledarutbildningar hölls i London 1910 och i Yorkshire 1911. Baden-Powell ville att utbildningen skulle vara så praktisk som möjligt för att uppmuntra vuxna att ta ledarroller. Därför utvecklades Treklöver-Gilwellutbildningen, i syfte att påvisa vikten av vuxen ledarskapsutbildning. Utvecklingen försenades emellertid av första världskriget, och den första Treklöver-Gilwellutbildningen hölls därför inte förrän 1919. Treklöver-Gilwellutbildningen används av scoutorganisationer i många länder. Gilwell Park nära London köptes 1919 av The Scout Association (engelska motsvarigheten till Svenska Scoutrådet) för att användas som utbildningsförläggning och lägerplats. Baden-Powell skrev även en bok, Aids to Scoutmastership, för att hjälpa scoutledare, och han skrev också andra handböcker om användning av nya scoutsektioner såsom vargungepatruller och flickscouting. En av dessa handböcker var Rovering to Success som skrevs för roverscouting 1922. Idag finns en stor mängd ledarutbildningar alltifrån grundläggande till programspecifika, däribland Treklöver-Gilwell.
År 2007 fyllde Scouting 100 år, något som uppmärksammades runt om i världen med stora scoutevenemang och firanden, bland annat hölls den 21:a världsjamboreen i Storbritannien. År 2011 var Sverige värdland för den 22:a världsjamboreen. World Scout Jamboree 2011 hölls på Rinkabyfältet i Kristianstad och under en vecka deltog ca 40 000 medlemmar från hela världen. År 2015 hölls den 23:e världsjamboreen i Japan och 1911 barn och unga åkte från den svenska kontingenten.

### Influenser

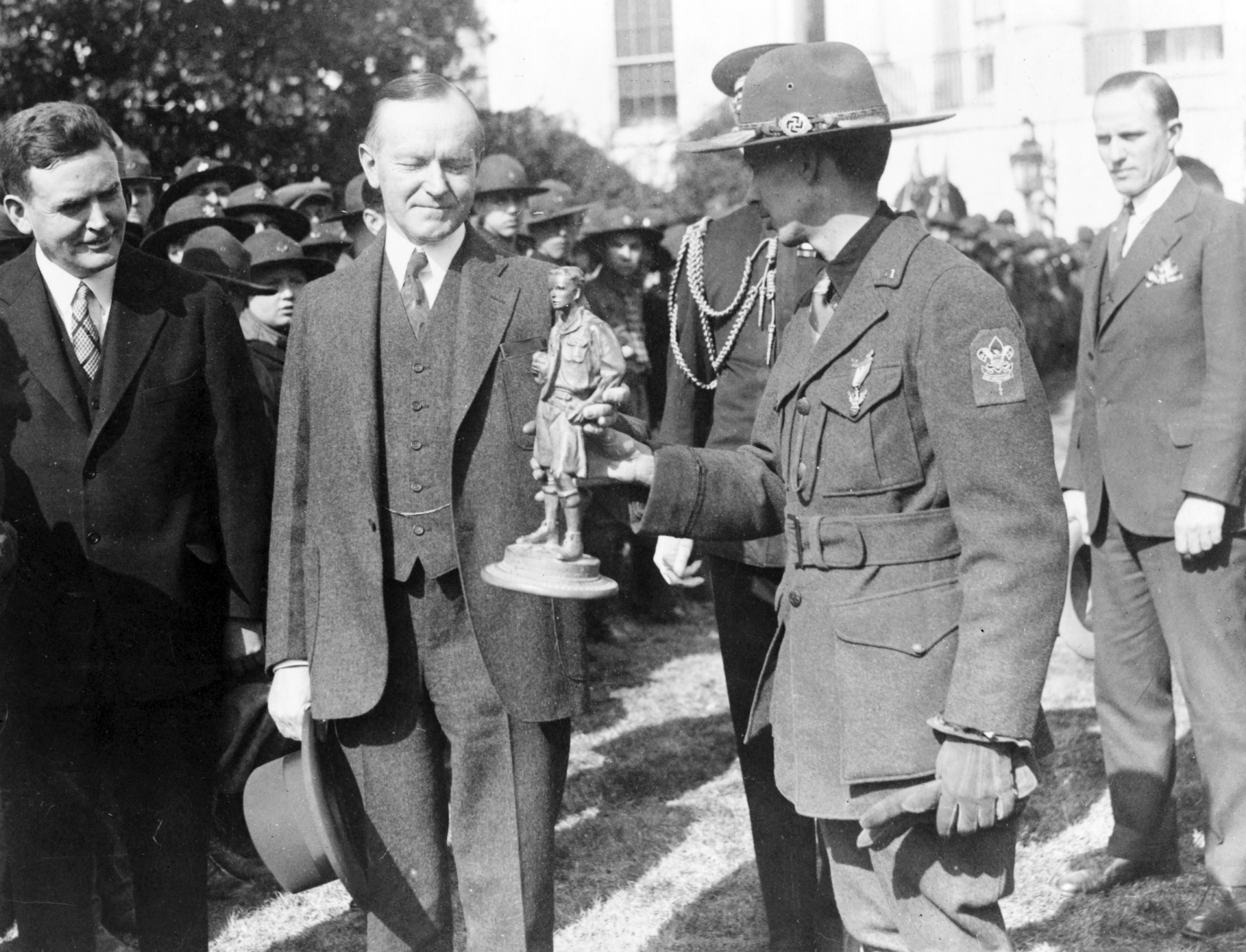
USA:s president Calvin Coolidge möter 1500 scouter som deltar i en årlig resa till Capitolium, 1927

Många viktiga beståndsdelar inom scouting har sitt ursprung i Baden-Powells experiment inom utbildning och militär träning. Han var en 50-årig pensionerad general när han grundade scouting, och hans revolutionerande idéer inspirerade tusentals unga människor, från samhällets alla hörn, att ta del i aktiviteter som de flesta inte ens skulle komma att tänka på. Liknande organisationer i den engelsktalande världen är bland annat Boys' Brigade och pacifistiska Woodcraft Folk; dessa organisationer kunde dock aldrig mäta sig med scoutings utveckling och tillväxt.
Vissa delar av scouting har blivit kritiserade för att vara alltför militära. Militärliknande uniformer, rankmärken, flaggceremonier och brassband var allmänt accepterade under de tidiga åren eftersom det var en del av det normala samhället, men har sedan dess tonats ned eller försvunnit både inom scouting och i samhället.
Lokala influenser har också varit en viktig del inom scouting. Genom att anta och modifiera lokala ideologier har scouting accepterats i en mängd olika kulturer och samhällen. I Amerika symboliserar USA:s erfarenheter av gränslandet mot vildmarken en viktig del av scouting. Detta gäller inte bara valet av djur för Cub Scout-märkena, utan innebär även en underliggande antagande att de amerikanska indianerna var närmare förenade med naturen och därför hade speciella vildmarkskunskaper som kan användas inom scouting. Som kontrast använder brittisk scouting symboler och bilder från indiska subkontinenten, eftersom den regionen låg i fokus under scoutings tidiga år. Baden-Powells personliga erfarenheter av Indien gjorde att han använde sig av idéer baserade på Rudyard Kiplings Djungelboken; till exempel är det namn som används för brittiska Cub Scout-ledare i Storbritannien, Akela, namnet på vargflockens ledare i Djungelboken.
Namnet "Scouting" verkar ha tillkommit på grund av den viktiga och romantiserade roll som militära spejare ("scout" på engelska) hade under krigstid. Baden-Powell skrev ursprungligen sin militära träningsbok, Aids to Scouting, eftersom han såg behovet av förbättrad träning av spejare inom den brittiska armén, särskilt när det gällde eget initiativ, självförtroende och iakttagelseförmåga. Bokens popularitet hos unga pojkar överraskade honom. När han anpassade boken till Scouting for Boys blev det självklart att rörelsen skulle anta namnen Scouting och Boy Scouts.

#### Konfessionell påverkan
Religion inom scouting är en aspekt av själva scoutmetoden, som har tagit sig många olika uttryck och tolkats olika med tiden från land till land. Olika former av gemensam lägersamling har således på sina håll fått formen av en så kallad "Scouts' own", en informell, andlig scoutingceremoni.
I kontrast till Boys' Brigade som grundades två årtionden tidigare och endast tillät kristna, så grundade Baden-Powell scoutrörelsen som en ungdomsorganisation som inte var bunden till en specifik tro eller religion, men som fortfarande framhöll att andlighet och tro på en högre makt var nyckeln till personlig utveckling hos unga människor. Baden-Powell utgick ursprungligen från en kristen värdegrund, men godkände de scoutgrupperingar som uppstod i icke-kristna kulturer.
"Plikt gentemot Gud" är en av scoutings grundprinciper, även om den används olika i olika länder. Boy Scouts of America (BSA) har tagit en stark ställning i frågan och utesluter ateister. The Scout Association i Storbritannien kräver att vuxna ledare ska upprätthålla organisationens religiösa policy som, bland annat, uppmuntrar medlemmar att tillhöra någon religiös grupp. Scouts Canada definierar "Plikt gentemot Gud" i termer som "stöd åt andliga principer", och organisationen utesluter inte ateister.
Den svenska scoutlagens första punkt löd tidigare "En scout visar vördnad för Gud och hans ord" men är idag omformulerad till "En scout söker sin tro och respekterar andras". De finska ”scoutidealen” har en motsvarande formulering. Detta gör länderna till två av de länder som har minst krav på personlig religiös tro inom scoutrörelsen, även om tre av de fem svenska scoutförbunden är religiöst bundna och de flesta finska scoutkårer är mer eller mindre knutna till en församling.

## Karakteristiska drag hos rörelsen
Scouting använder sig av scoutmetoden, ett informellt utbildningssystem som framhåller praktiska utomhusaktiviteter. Program finns för scouter i åldrarna 6 och 25 (åldersgränserna varierar dock något i olika länder), och är anpassat efter den åldersgrupp eller åldersektion som scouterna är i. Det är användandet av scoutmetoden som förenar scouter över hela världen.

### Scoutmetoden

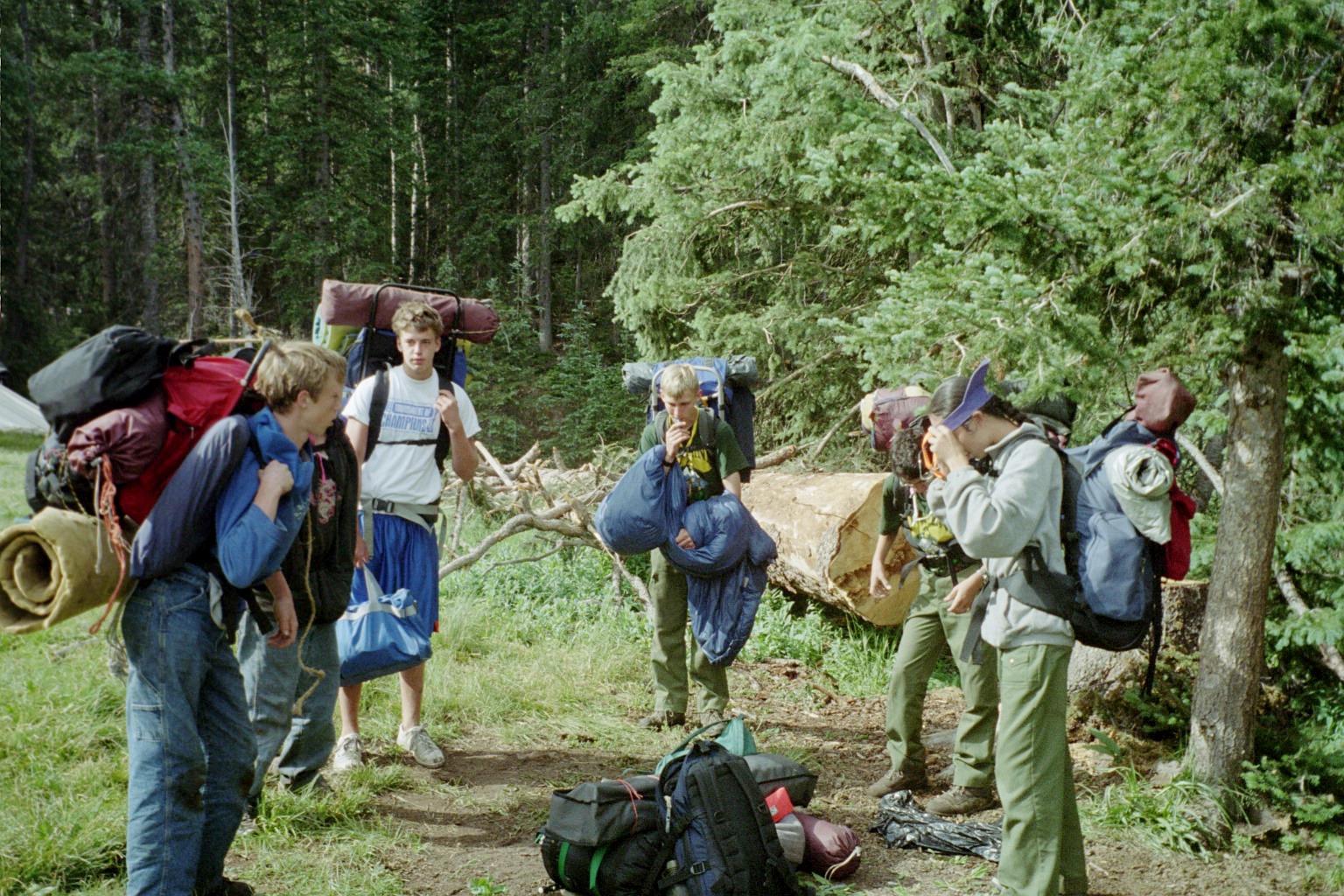
Friluftsliv är en viktig och karakteristisk del av scoutmetoden

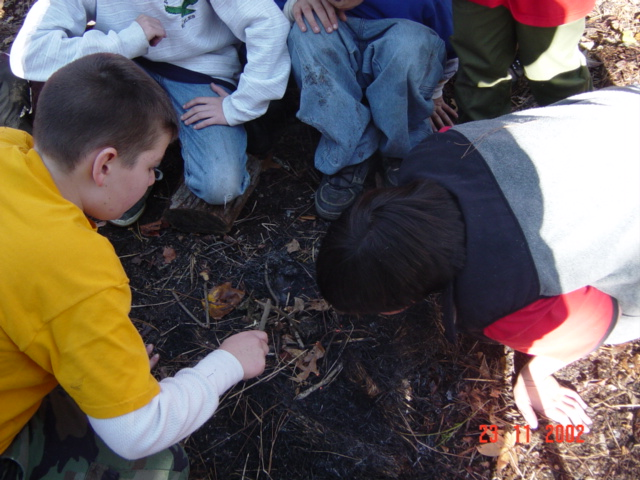
Scouter som tävlar i att starta en eld är ett typiskt exempel på hur scoutprincipen Learning by doing kan uttryckas

Scoutmetoden är den viktigaste metoden som flick- och pojkscoutorganisationer runt om i världen använder sig av i sin verksamhet. World Organization of the Scout Movement (WOSM) beskriver scouting som "...en frivillig, opolitisk och pedagogisk rörelse för unga människor som är öppen för alla, oavsett ursprung, ras eller tro, i enlighet med de syften, principer och metoder som kom till genom rörelsens grundare..." Scoutrörelsens mål är "att bidra till unga människors utveckling på ett sådant sätt att de kan uppnå sin fulla fysiska, intellektuella, sociala och andliga potential som individer, som ansvarsfulla medborgare och som medlemmar i den lokala, nationella och internationella gemenskapen."
Scoutings grundprinciper består av en rad oskrivna mål som gäller för alla medlemmar, något som kännetecknar rörelsen. Scoutmetoden är en metod för personlig utveckling genom icke-formellt lärande, den är utformad för att ge unga människor möjlighet att utvecklas utifrån sina personliga förutsättningar och består av sju delar:
- Lag och löfte
- Learning by doing - upplevelsebaserad inlärning
- Patrullsystemet
- Symboler och ceremonier
- Friluftsliv
- Personlig utveckling
- Stödjande och lyssnande ledarskap

Eftersom samhällsengagemang är en stor del inom både WOSM och WAGGGS så har WAGGGS inkluderat det som ett extra element i scoutmetoden:
- Lokalt och globalt samhällsengagemang

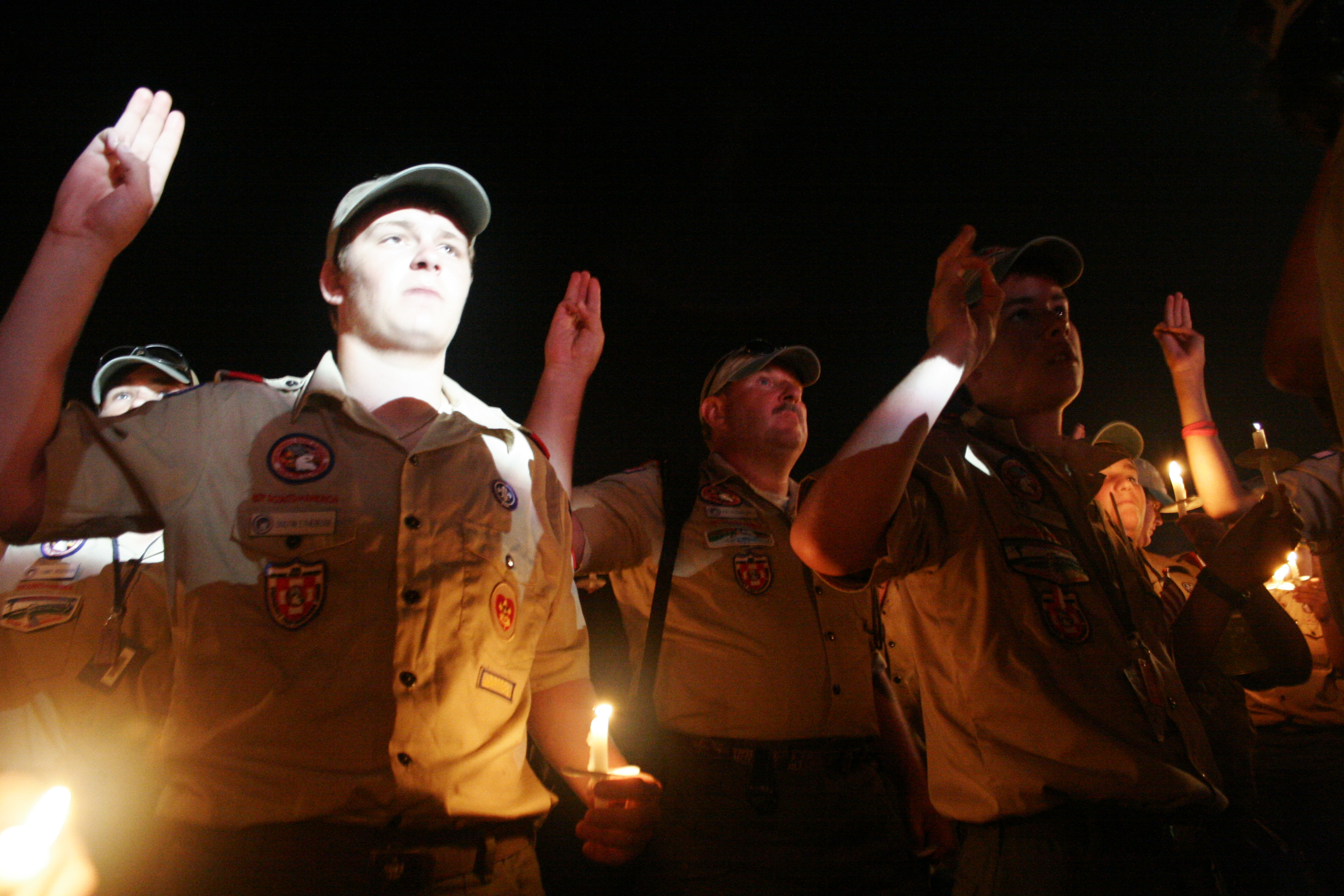
Amerikanska scouter som bekräftar scoutlöftet under en nationell jamboree 2006

Scoutlagen och scoutlöftet förkroppsligar de gemensamma värderingar som scoutrörelsen har, och binder samman alla scoutorganisationer i världen. Vikten av "learning by doing" ger erfarenheter och går i arv som en praktisk metod av lärande och uppbyggnad av självkänsla. Patrullen, den lilla gruppen, skapar enhet, kamratskap och en nära knuten broderlig atmosfär. Dessa erfarenheter, tillsammans med betoningen på pålitlighet och personlig stolthet, hjälper scouten att utveckla ansvarskänsla, karaktär, självförtroende, pålitlighet och beredskap; vilket i slutändan leder till samarbete och ledarskap inom en patrull. Ett program med en mångfald av progressiva och lockande aktiviteter vidgar scoutens horisont och förbinder scouten än mer till patrullen. Aktiviteter och lekar är ett trivsamt sätt att utveckla färdigheter såsom fingerfärdighet och observationsförmåga. I en utomhusmiljö kommer scouten också i kontakt med naturen.
Sedan scoutrörelsens födelse 1907 har scouter från hela världen avlagt scoutlöftet för att aktivt välja att följa och leva upp till rörelsens ideal genom att bekräfta innehållet i scoutlagen. Löftet och de olika scoutlagarna har varierat något från land till land genom tiderna, men de måste uppfylla de kriterier som WOSM har för medlemskap av nationella scoutorganisationer.
Scoutmottot, 'Var redo' har använts på olika språk av miljontals scouter sedan 1907.

### Aktiviteter

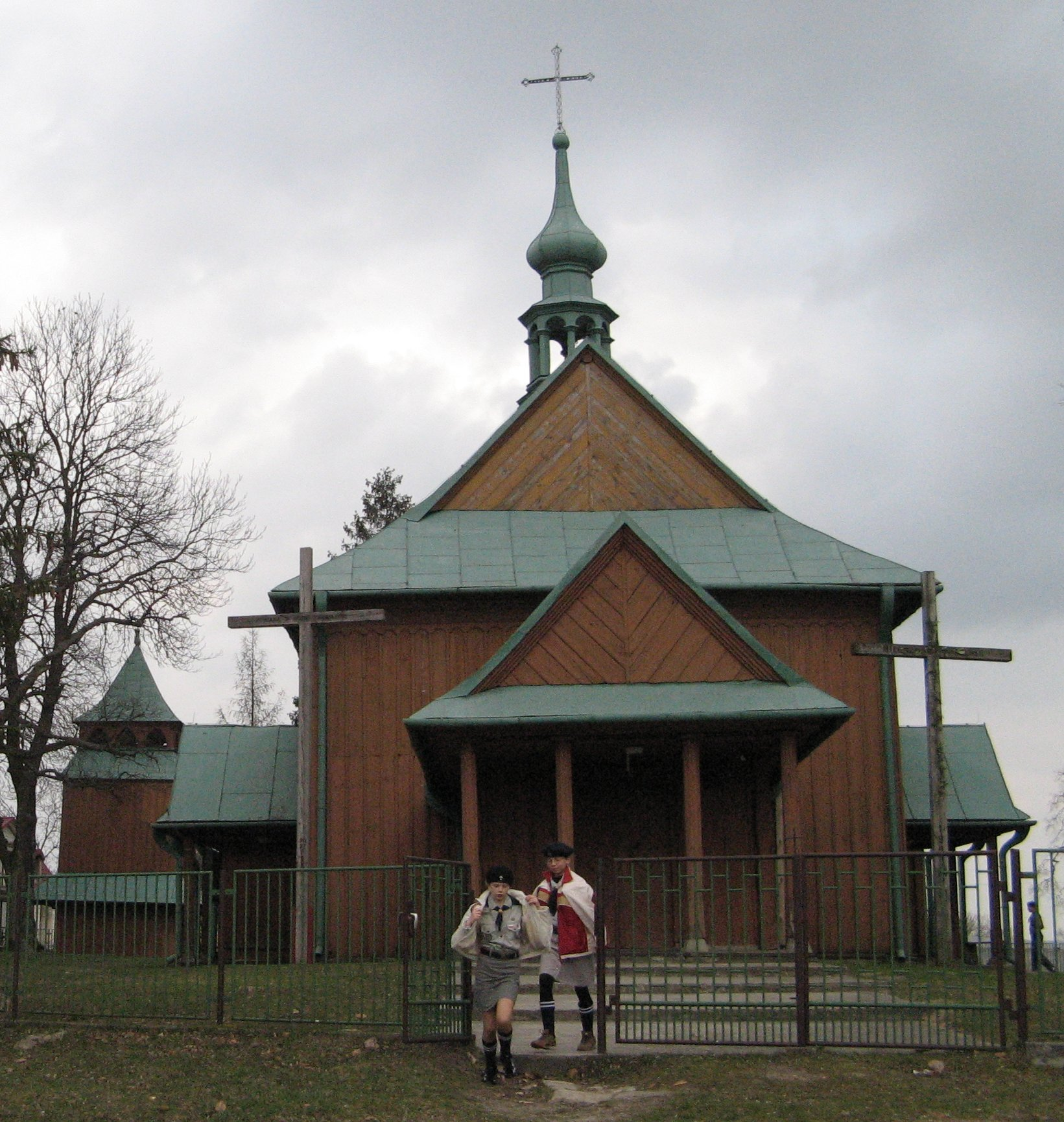
Flickscouter framför en katolsk kyrka i Łosiniec i Polen.

Ett vanligt sätt att realisera scoutmetoden är att låta scouter tillbringa tid tillsammans i små grupper där de får dela erfarenheter, ritualer och aktiviteter där man framhåller gott medborgarskap och beslutsfattande av unga människor på ett sätt som är anpassat till deras ålder. Ofta hålls samlingar varje vecka i lokala samlingsplatser. Att få scouterna att känna en kärlek och uppskattning av naturen och utomhusaktiviteter är en viktig del inom scouting. De huvudsakliga aktiviteterna inkluderar scoutläger, skogskännedom, sjövana, vandring, hajking, och sport. 
Hajker arrangeras oftast på gruppnivå, såsom en scoutpatrull, men det finns även regelbundet återkommande scoutläger och jamboreer. Vissa hajker äger rum några gånger om året och kan involvera ett flertal patruller från ett visst lokalt område, region eller distrikt som tillsammans tillbringar en helg på en lägerplats eller i skogen. Dessa evenemang har ofta ett tema, exempelvis "surrning". World Scout Moot är en sammankomst som ursprungligen var för senior- och roverscouter men som idag huvudsakligen riktar sig mot ledare. Jamboreer är stora nationella eller internationella evenemang som hålls var fjärde år under vilka tusentals scouter har ett läger under en eller två veckor. Aktiviteterna under de här evenemangen är ofta spel, tävlingar i scoutkunskap, märkesbytning, träsnideri, bågskytte och andra aktiviteter som är relaterade till evenemangets tema.

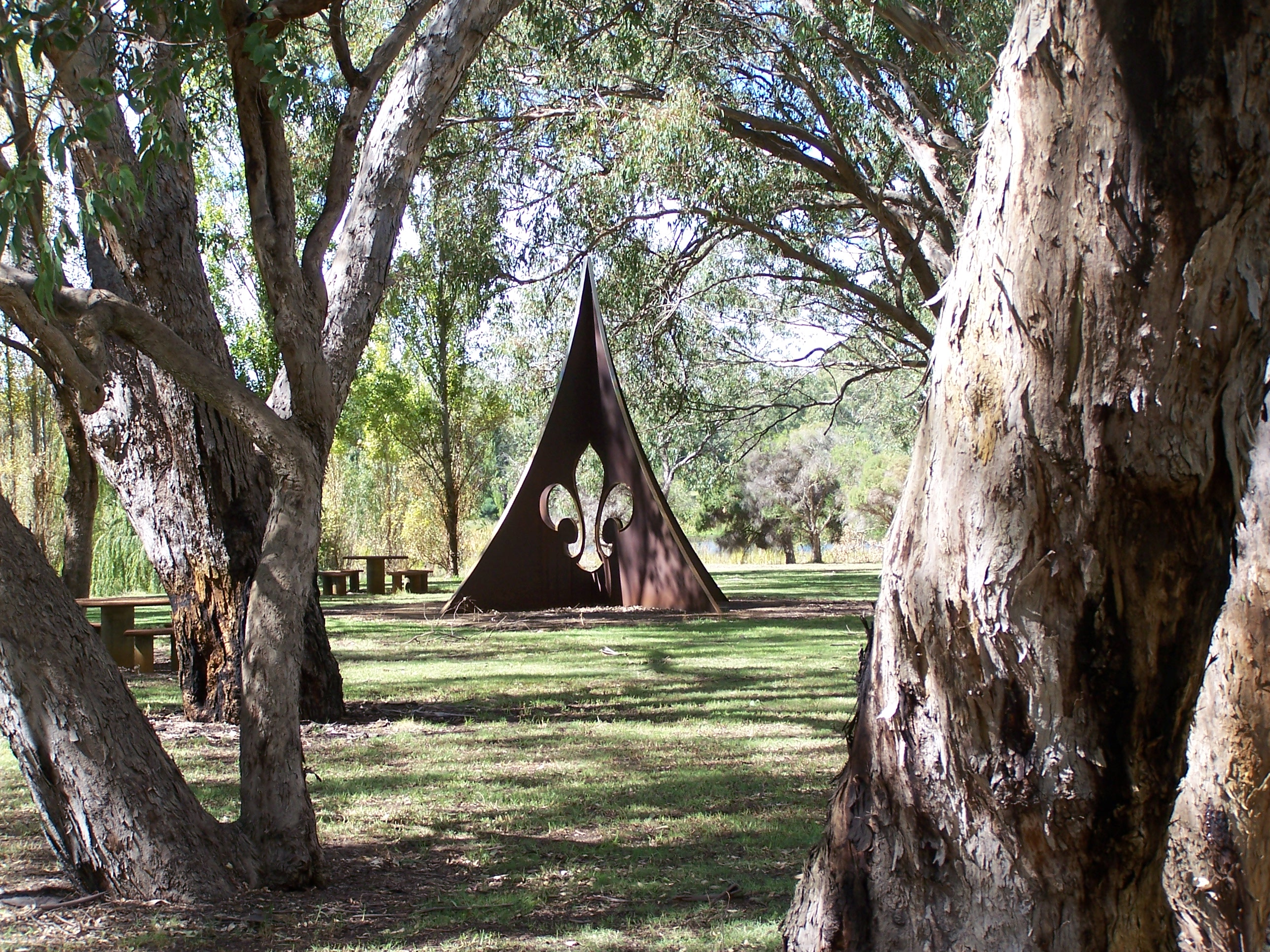
Skulptur rest 1982 för att fira minnet av 1979 års jamboree i Perry Lakes, Western Australia och scoutings 75-årsjubileum

I vissa länder är en av årets höjdpunkter en vecka då scouterna tillbringar minst en vecka under sommaren med utomhusaktiviteter. Det kan röra sig om läger, vandring, segling, eller en annan tur tillsammans med patrullen, eller ett sommarläger med bredare deltagarantal (på distriktsnivå, nationellt eller provinsiellt). Scouter som deltar på ett sommarläger kan arbeta med sina förtjänstmärken och förbättra sin kunskaper inom scouting. Sommarläger kan även ha speciella program för äldre scouter såsom segling, vandring, kanot, forsränning och fiske.
På internationell nivå är en av scoutrörelsens roller att främja internationell fred och harmoni. Diverse initiativ strävar mot att uppnå dessa mål, däribland utveckling av aktiviteter som gynnar samhället i stort, utmanar fördomar och uppmuntrar tolerans och mångfald. I de programmen bedrivs samarbete med organisationer som inte är knutna till scouting, däribland olika NGO-organisationer, Förenta Nationerna och religiösa samfund i enlighet med Marrakech-stadgarna.

### Scoutdräkten och utmärkande drag

Scoutskjorta med tillbehör, 1938

Individuella, nationella eller andra scoutdräkter återfinns i respektive land eller organisations scoutartikel.

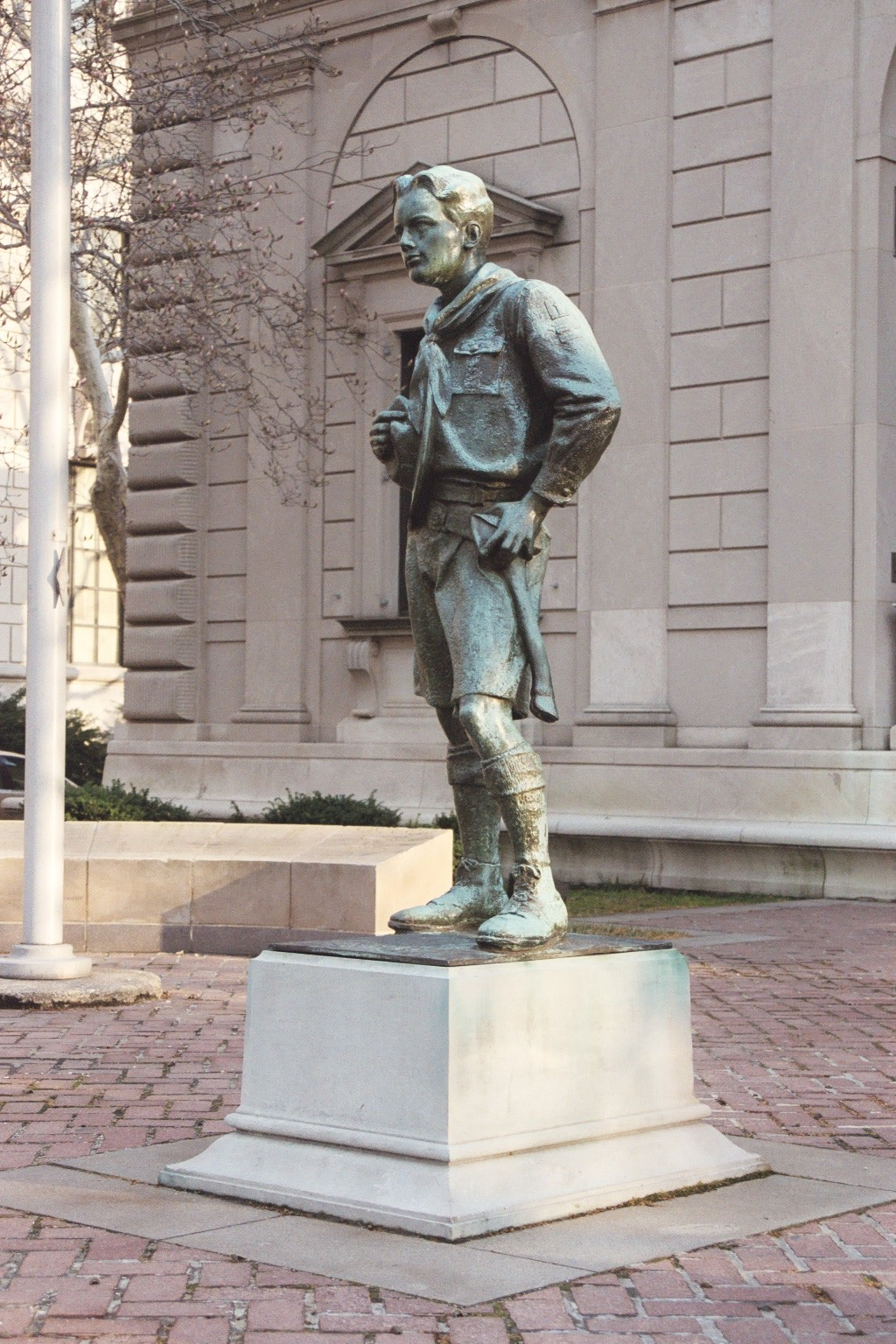
Ideal Scout, skulptur av R. Tait McKenzie utanför Cradle of Liberty Councils högkvarter i Philadelphia, Pennsylvania

Scoutdräkten är ett vida känt karakteristiskt drag hos scoutrörelsen. Under 1937 års världsjamboree beskrev Baden-Powell dräkten med att den "döljer alla skillnader i social status inom ett land och resulterar i jämlikhet; men, viktigare är det ändå att den döljer alla skillnader mellan länder och ras och tro, och det får alla att känna sig som medlemmar i ett enda stort broderskap". Den ursprungliga dräkten, fortfarande vida använd, består av en khakifärgad skjorta, shorts, och en kampanjhatt med brett brätte. Även Baden-Powell bar shorts då han ansåg att den påträngande åldersskillnaden minskade då han var klädd likadant som scouterna. Dagens scoutdräkter är oftast blåa, oranga, röda eller gröna, och shortsen ersätts av långa byxor under vintern och i kulturer som kräver det.
Förutom att vara designad för att vara snygg och jämlik är scoutdräkten också praktisk. Skjortorna har ofta starka sömmar för att de ska kunna användas som tillfälliga bårar; scouter fick lära sig att använda skjortorna på det här sättet tillsammans med sina vandringsstavar, ett traditionsenligt men sällan använt föremål. Läderbanden och de avlånga knapparna på kampanjhatten eller ledarens Wood Badge-märken kan användas som nödkompresser, eller någon annanstans där man snabbt behöver snörning. Halsdukens triangulära form valdes så att den enkelt skulle kunna användas som mitella eller bandage.
Det utmärkande draget framför alla är scoutdräkten, erkänd och buren över hela världen, tillsammans med Wood Badge-märkena och medlemsmärket för världsscoutorganisationerna. Scoutrörelsen har ytterligare två internationellt kända symboler; liljan används av medlemsorganisationer inom WOSM, och treklövern av medlemsorganisationer inom World Association of Girl Guides and Girl Scouts (WAGGGS). Även om dessa är de största pojk- och flickscoutorganisationerna så tillhör inte alla scouter och scoutföreningar dem.
Svastika användes tidigt som en symbol av British Boy Scouts och andra scoutorganisationer. Symbolen användes för första gången inom scouting på Thanks Badge som introducerades 1911. Baden-Powells design av Medal of Merit 1922 inkluderade ett svastika till liljan för att symbolisera lycka för mottagaren. Likt Rudyard Kipling kom Baden-Powell troligen i kontakt med symbolen under sin tid i Indien. År 1934 begärde scouterna en ny design på grund av den senare användning av svastikat av Nationalsocialistiska tyska arbetarepartiet. En ny brittisk Medal of Merit utfärdades 1935.

## Åldersgrupper och sektioner

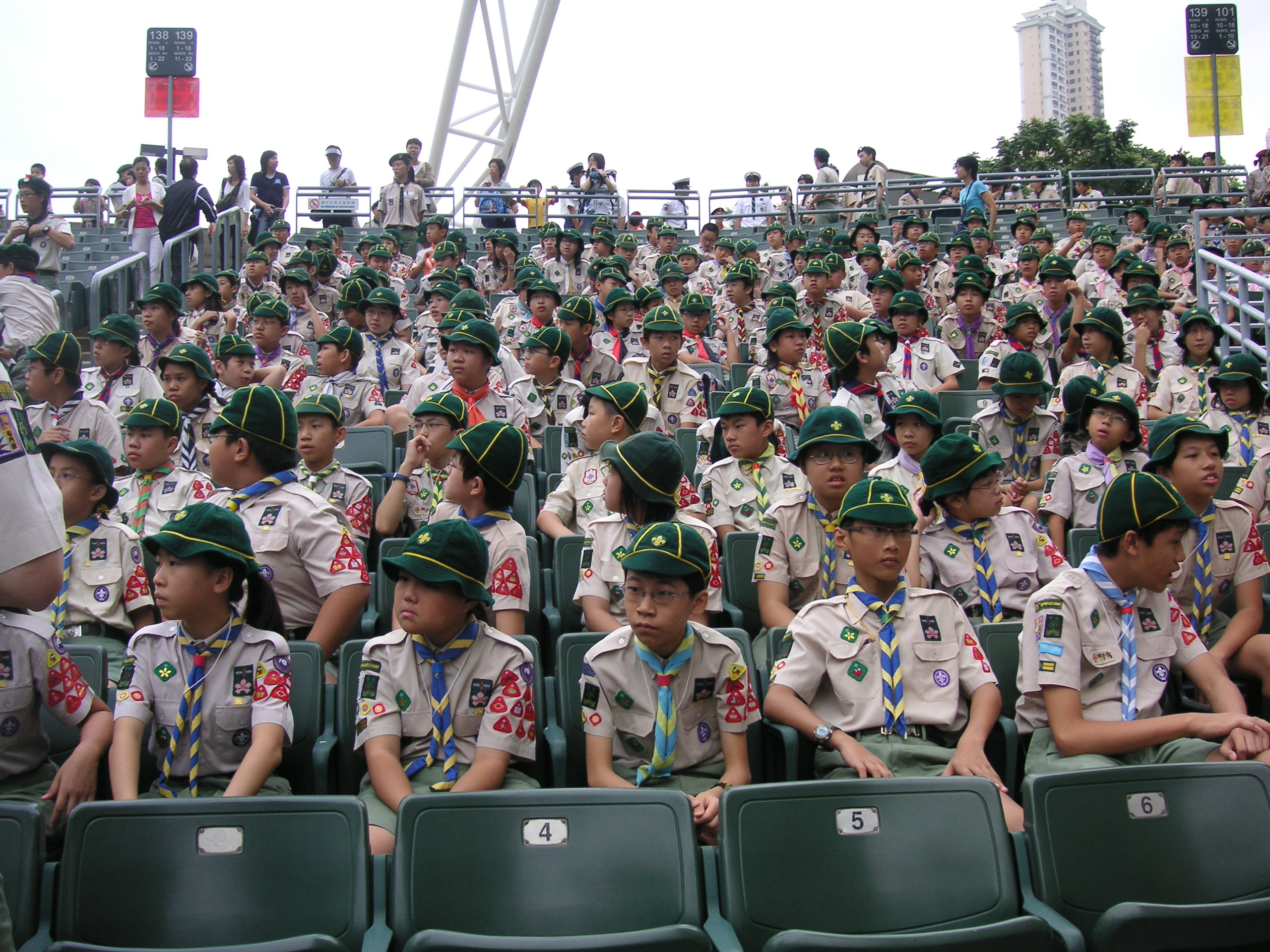
Hong Kongs vargungar

Pojk- och flickscoutrörelserna är huvudsakligen uppdelade efter ålder eller årskurs, så att aktiviteterna kan skräddarsys för att passa patrullmedlemmarnas mognadhetsgrad. Dessa åldersgrupper har varierat med tiden och anpassat sig efter de lokala kulturerna och omgivningen.
Scouting utvecklades ursprungligen för ungdomar i åldrarna 11 till 17 år. I de flesta organisationer består den här åldersgruppen av pojk- och flickscoutssektionerna. Programmen utvecklades för möta behoven hos unga barn (huvudsakligen i åldrarna 6 till 10) och unga vuxna (18 år och uppåt, och senare upp till 25). Scouterna delades senare upp i junior- och seniorsektioner i många medlemsorganisationer, och vissa lämnade sektionen för unga vuxna. De exakta åldersgränserna för programmen varierar från land till land och förening till förening.
Ursprungliga åldersgrupper som de utvecklades av Robert Baden-Powell:
| Ålder        | Pojkscoutsektion | Flickscoutsektion           |
| ------------ | ---------------- | --------------------------- |
| 7 till 10    | Cub Scout        | Brownie Guide               |
| 11 till 17   | Boy Scout        | Girl Guide eller Girl Scout |
| 18 och uppåt | Rover Scout      | Ranger Guide                |

Många scoutorganisationer har även specialutvecklade program för vissa scoutkårer med ett intresse som de anser tillför ett mervärde för scoutrörelse och individerna i den. Exempel på sådana program kan vara flygscout, sjöscout, ryttarscout eller scoutband.
I vissa länder, exempelvis USA, Storbritannien, Australien och Sverige, är scouting inorganiserat i distrikt. Dessa består i sin tur av ett flertal scoutkårer. Kårerna delar i sin tur in medlemmarna i patruller med egna begrepp och ledarskapsstrukturer.

## Vuxna och ledarskap
Vuxna som är intresserade av scouting, däribland före detta pojk- och flickscouter, ansluter sig ofta till Gillescoutorganisationer som är anslutna till International Scout and Guide Fellowship (ISGF). I USA och Filippinerna kan universitetsstudenter ansluta sig till studentföreningen Alpha Phi Omega(en). I Storbritannien kan universitetsstudenter gå med i Student Scout and Guide Organisation, och, efter avlagd examen, Scout and Guide Graduate Association.
Scoutkårer leds oftast av frivilliga vuxna, till exempel föräldrar och vårdnadshavare, före detta scouter, studenter och samhällsledare, såsom lärare och religiösa ledare. Scoutledarens ställning delas oftast in i "scoutdräkts-" och "lekmannapositioner". Scoutdräktsbärande ledare har fått formell utbildning, som till exempel Treklöver-Gilwell, och det berättigar ledaren en rang inom organisationen. Lekmannaledare har vanligtvis deltidsroller som möteshjälpredor, kommittémedlemmar eller rådgivare, men det finns även ett mindre antal heltidsanställda. 
En kår har vissa högre positioner - som till exempel kårchef och assistenter - vilkas titlar varierar från land till land. I vissa länder stöds kåren av lekmän som agerar allt från möteshjälpredor till medlemmar av kårkommittén. I vissa scoutföreningar kan kommittémedlemmarna också bära scoutdräkt och vara scoutledare.
Över kårnivån finns ytterligare positioner på distrikts-, läns-, riks- eller provinsnivå, beroende på den nationella organisationens struktur. Personer som innehar dessa positioner arbetar med både lekmannalag och professionella. Utbildningsgrupper och relaterade funktioner bildas oftast på dessa nivåer.

## Runt om i världen
Efter grundandet i Storbritannien spred sig scouting över världen. Den första föreningen utanför Storbritannien startades på Malta, som då var en brittisk koloni men idag är självständigt. I de flesta av världens länder finns det idag minst en scoutorganisation. Varje organisation är oberoende, men internationellt samarbete ses fortfarande som en del av scoutrörelsen. 1922 grundades WOSM som ett styrande organ när det gällde riktlinjer för de nationella scoutorganisationerna (då endast de manliga). Förutom att vara ett styrande organ organiserar WOSM även världsjamboreer var fjärde år.
1928 grundades WAGGGS som en motsvarighet till WOSM för de nationella scoutsorganisationer som bara tillät flickscouter. WAGGGS ligger även bakom diverse internationella center som till exempel Our Chalet.
Idag är de två största paraplyorganisationerna på internationell nivå:
- World Organization of the Scout Movement (WOSM), för pojkscouter och organisationer med scouter av olika kön.
- World Association of Girl Guides and Girl Scouts (WAGGGS), som huvudsakligen riktar sig mot flickscouter, men som i likhet med WOSM tillåter medlemmar av båda könen.

### Könsuppdelning

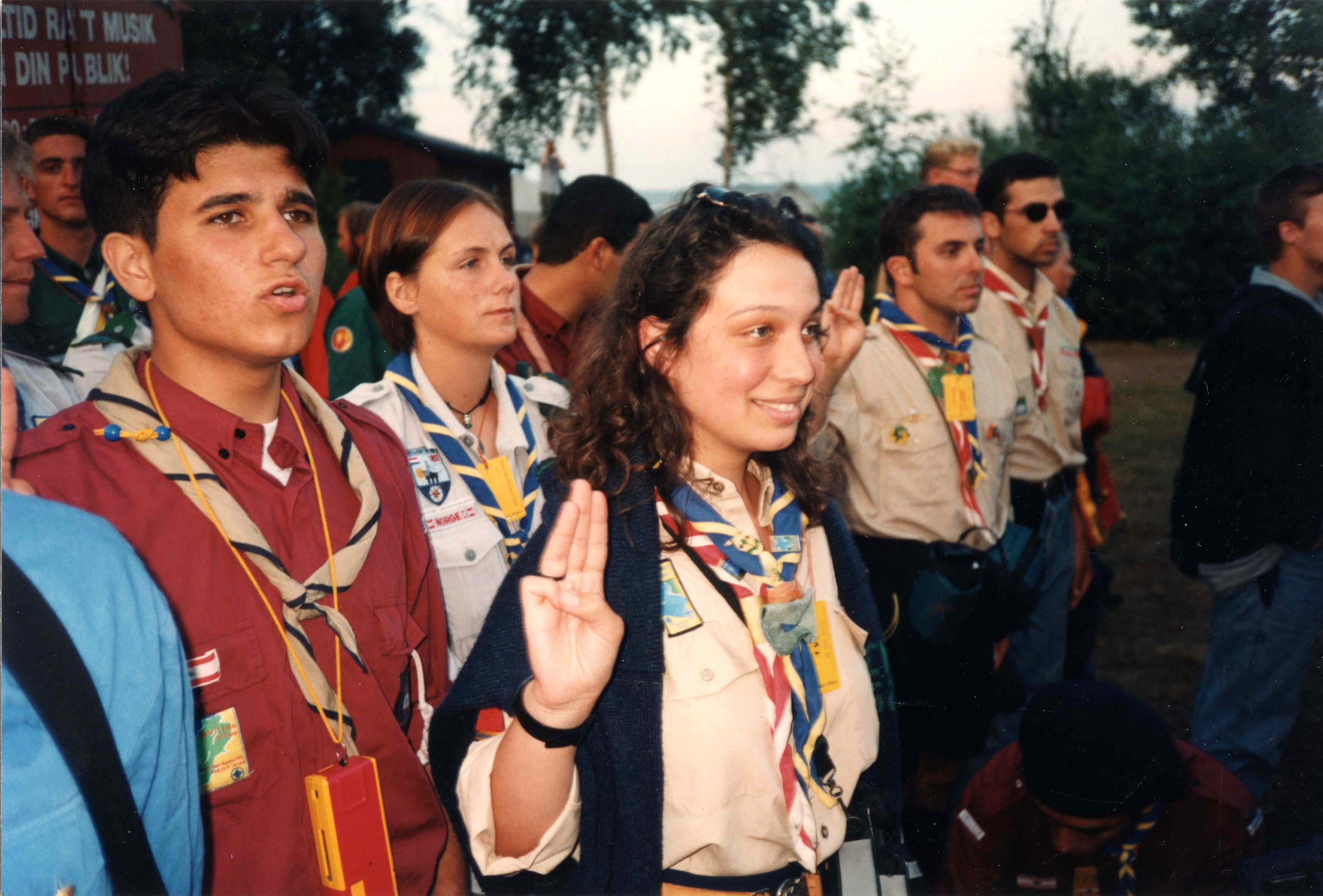
Flick- och pojkscouter från olika länder under World Scout Moot i Sverige, 1996

Över hela världen har det funnits många olika synsätt på könsgemensam scouting. Länder som USA har fortfarande olika scoutorganisationer för pojkar och flickor.I andra länder, och då främst i Europa, har flick- och pojkscouting gått samman och bildat en gemensam organisation för flickor och pojkar som är medlem av både WOSM och WAGGGS. I länder som till exempel Australien och Storbritannien har den nationella pojkscoutorganisationen valt att tillåta scouter av båda könen men att endast vara medlem i WOSM, medan den nationella flickscoutorganisationen har fortsatt som separat rörelse och WAGGGS-medlem. I Grekland är det tvärtom, den nationella flickscoutorganisationen har valt att tillåta både pojkar och flickor medan den nationella pojkscoutorganisationen har fortsatt som en separat rörelse. Länder som Slovenien och Spanien har fortfarande separata föreningar för pojkar (WOSM-medlemmar) och flickor (WAGGGS-medlemmar), men båda föreningarna tillåter medlemmar av båda könen.
The Scout Association i Storbritannien har tillåtit medlemmar av båda könen på alla nivåer sedan 1991, men det har varit frivilligt för patrullerna. Idag har drygt 52% av alla patruller minst en kvinnlig medlem. Sedan år 2000 har nya kårer blivit tvungna att acceptera flickor. The Scout Association har beslutat att alla scoutpatruller och kårer ska tillåta medlemmar av båda könen fram till i januari 2007, vid scoutings hundraårsjubileum.
I USA är Cub Scout- och Boy Scout-programmen från Boy Scouts of America (BSA) endast för pojkar; men för ungdomar som är över 14 finns Venturingscout som är både för pojkar och flickor. Girl Scouts of the USA (GSUSA) är en oberoende organisation som enbart riktar sig mot flickor och unga kvinnor. Ledarskapspositioner i BSA och GSUSA är däremot öppen för både män och kvinnor.
Av WOSMs 155 nationella scoutorganisationer (som representerar 155 olika länder) tillhör 122 enbart WOSM, och 34 är dubbelanslutna till både WAGGGS och WOSM. Av de 122 som enbart är anslutna till WOSM är 95 öppna för båda könen och 20 är endast för pojkar. Alla de 34 organisationer som är dubbelanslutna till både WOSM och WAGGGS är öppna för både flickor och pojkar.
WAGGGS har 144 medlemsorganisationer, och av dem är 110 endast anslutna till WAGGGS. Av dessa 110 är 17 för båda könen och 93 enbart för flickor.

### Medlemskap
År 2005 fanns det över 28 miljoner registrerade pojkscouter och 10 miljoner registrerade flickscouter i 216 olika länder runt om i världen.
Topp 20 av länder med scouting, sorterade efter medlemskap. Full tabell finns i Lista över medlemmar av World Organization of the Scout Movement och Lista över medlemmar av World Association of Girl Guides and Girl Scouts.
| Land           | Medlemsantal | Scouting introducerat ca | Flickscouting introducerat ca |
| -------------- | ------------ | ------------------------ | ----------------------------- |
| USA            | 9 500 000    | 1910                     | 1912                          |
| Indonesien     | 8 100 000    | 1912                     | 1912                          |
| Indien         | 3 700 000    | 1909                     | 1911                          |
| Filippinerna   | 2 600 000    | 1910                     | 1918                          |
| Thailand       | 1 400 000    | 1911                     | 1957                          |
| Storbritannien | 1 000 000    | 1907                     | 1909                          |
| Bangladesh     | 950 000      | 1920                     | 1928                          |
| Pakistan       | 570 000      | 1909                     | 1911                          |
| Kenya          | 420 000      | 1910                     | 1920                          |
| Sydkorea       | 280 000      | 1922                     | 1946                          |
| Kanada         | 260 000      | 1908                     | 1910                          |
| Tyskland       | 260 000      | 1910                     | 1912                          |
| Japan          | 240 000      | 1913                     | 1919                          |
| Italien        | 210 000      | 1912                     | 1912                          |
| Nigeria        | 160 000      | 1915                     | 1919                          |
| Polen          | 160 000      | 1910                     | 1910                          |
| Frankrike      | 150 000      | 1910                     | 1911                          |
| Belgien        | 150 000      | 1911                     | 1915                          |
| Hongkong       | 150 000      | 1914                     | 1916                          |
| Malaysia       | 140 000      | 1911                     | 1916                          |
| Sverige        | 121 000      | 1908                     | 1910                          |

### Ej anslutna scoutorganisationer och scoutliknande organisationer
Femton år gick mellan det att den första utgåvan av Scouting for Boys publicerades och grundandet av världens största supranationella scoutorganisation, WOSM. Under den tiden hade miljontals exemplar av boken sålts på ett dussintals olika språk. Scoutrörelsen hade blivit ungdomens egen sfär i världen och var svår att bevara som en monolit.
Alternativa grupperingar har skapats sedan de ursprungliga pojkscoutspatrullerna bildades. Det kan vara ett resultat av grupper eller individer som vägrar följa rörelsens grundläggande ideal men som fortfarande vill hålla på med scoutliknande aktiviteter. Andra hävdar att WOSM idag har blivit för politisk och för lite ungdomsinriktad, något som Baden-Powell aldrig avsåg. De anser att scoutrörelsen har glidit iväg från sina ursprungliga ideal på grund av sådana politiska maskiniseringar som långvariga organisationer ofta råkar ut för, och de försöker därför återvända till de tidigaste, enklaste metoderna.
Det finns minst 520 fristående nationella eller regionala scoutföreningar i världen. De flesta har känt behovet av att skapa internationella scoutorganisationer för att sätta en standard för scouting och för att koordinera aktiviteter med medlemsorganisationer. Sex internationella scoutorganisationer betjänar 437 av världens nationella föreningar, och de två största organisationerna, WOSM och WAGGGS, kan inräkna 362 nationella föreningar som medlemmar, vilket omfattar en stor majoritet av världens scouter.

### Kontroverser och konflikter
Sedan scouting introducerades under 1900-talets början har rörelsen vid ett flertal tillfällen trasslat in sig i sociala konflikter som medborgarrättstvister i den amerikanska södern och nationalistiska motståndsrörelser i Indien. Scouting introducerades i Afrika av brittiska befattningshavare i förhoppning att det skulle stärka deras styre, men det kom istället att utmana det Brittiska imperiets styre då de afrikanska scouterna använde scoutlagens princip, den att en scout är en god kamrat till alla andra scouter, för att kollektivt kräva fullt medborgarskap. På senare tid har scoutorganisationer som inte tillåter ateister, agnostiker, eller homosexuella blivit starkt kritiserade.

## I film och konst
Eftersom scouting har varit en viktig del i många länders kultur under 1900-talet har rörelsen blivit föremål för åtskilliga filmer och konstverk. Detta gäller särskilt i USA, där scouting är nära förbundet med de amerikanska idealen. Verk av konstnärerna Norman Rockwell och Joseph Csatari och även filmen Follow Me, Boys! från 1966 är exempel på de idealiserade amerikanska värderingarna.
En annan konstnär som förknippas med scouting är fransmannen Pierre Joubert.
Scouting förekommer ofta på ett humoristiskt sätt, som i filmen Troop Beverly Hills från 1989 och i Down and Derby från 2005, där berättelsen fortgår på ett sådant sätt att tittarna vet att det handlar om scouting även om det aldrig sägs i klartext. 1980 spelade den skotske sångaren och låtskrivaren Gerry Rafferty in låten I was a Boy Scout som en del av sitt album Snakes and Ladders.